# Livre malawienne
Pour les articles homonymes, voir Livre (monnaie).
La livre (en anglais, pound) est l'ancienne monnaie officielle du Malawi de 1964 à 1971, remplacée par le kwacha malawien.

## Histoire monétaire
Le 6 juillet 1964, le Nyassaland, protectorat britannique, devient indépendant, et prend le nom de Malawi. Une nouvelle monnaie est créée pour remplacer la livre de la fédération de Rhodésie et du Nyassaland disparue en 1963 avec la partition de cet État. La livre malawienne, à parité avec la livre sterling est divisée en 20 shllings ou 240 pence. En 1971, il est décidé de décimaliser la monnaie qui change de nom et devient le kwacha divisé en 100 tambalas. Le taux de conversion est de 1 livre pour 2 kwachas.

## Émissions monétaires

### Pièces de monnaie
En 1964, sont frappées de pièces en cupronickel de 6 pence, 1, 2 (florin), et 2,6 shillings (half-crown), puis en 1966, de 5 shillings (crown). Conçues par Paul Vincze, elles figurent toutes au droit le portrait de Hastings Kamuzu Banda. En 1967, est frappée une pièce en bronze de 1 penny.

### Billets de banque
La première série de billets du Malawi est fabriquée en 1964 pour des valeurs de 5 et 10 shllings, et de 1 et 5 livres. Tous les billets représentent au recto le portrait de Hastings Kamuzu Banda. 